# Hans Römer (Täufer)
Hans Römer (* in Erfurt; † vermutlich am 18. Mai 1535 in Göttingen) war eine führende Persönlichkeit  der radikal-reformatorischen Täuferbewegung in Thüringen. Römer vertrat anfangs chiliastische Lehren und stand zunächst für ein gewaltbereites Täufertum. Nach der Begegnung mit den Schweizer Täufern wandelten sich seine Anschauungen.

## Leben und Wirken
Über die genaue Herkunft, Kindheit und Jugend Römers ist nichts bekannt. Er stammte aus Erfurt, war gelernter Kürschner und zog von Erfurt nach Eisenach und heiratete hier. Im Spätsommer 1524 trat er in Mühlhausen dem paramilitärisch organisierten Ewigen Bund Gottes bei. Im Frühjahr 1525 predigte er in Mühlhausen und Frankenhausen.

### Bauernkrieg
Nach der für die aufständischen Bauernhaufen verlorenen Schlacht bei Frankenhausen am 15. Mai 1525, an der Römer teilnahm und sich durch Flucht retten konnte, begab er sich vermutlich wieder nach Mühlhausen und von dort in das von den aufständischen Bauernhaufen kontrollierte Franken. Hier predigte er als überzeugter Anhänger und ehemaliger Mitkämpfer Thomas Müntzers vor der Versammlung des Bildhäuser Haufens, man müsse die Obrigkeit mit dem Schwert vertilgen und ihr Blut vergießen. Er erreichte dadurch, dass sich der Haufen in ein reformatorisch-gemäßigtes und in ein sozialrevolutionär-radikales Lager spaltete.
Der Prediger des Bauernhaufens konnte diesen Zwiespalt nicht unterbinden. Die Anführer des Bildhäuser Haufens befürchteten inneren Aufruhr. Sie forderten am 30. Mai 1525 vom Bürgermeister und vom Rat der Stadt Neustadt an der Saale, die im Bauernkrieg mit dem Bildhäuser Haufen verbündet war, für den Folgetag um sieben Uhr morgens die in der Stadt tätigen evangelischen Theologen Andres und Johann Lindemann an. Diese sollten als „der heiligen Schrift Verständige“ eine Schlichtung im Lager der Bauern herbeiführen. Ob es dazu kam, ist nicht überliefert.

### Täufer
Im Juni 1525 kehrte Hans Römer nach Thüringen zurück, wechselte hier mehrfach seine Aufenthaltsorte aus Angst erkannt zu werden. Er wandte sich danach zusammen mit einem seiner Anhänger für einige Wochen nach Bautzen. Seine weiteren Reisewege bis Herbst 1527 sind ungeklärt. Vermutlich wurde Römer im Juli 1527 von einem Anhänger des Täufers Hans Huts getauft. Hut, ein Schüler von Thomas Müntzer und Andreas Karlstadt verkündete die Wiederkunft Christi für das Pfingsten 1528. Römer vertrat ab Sommer 1527 eine ähnliche Sicht, dennoch mahnen einige Täuferhistoriker zu Vorsicht: Römer war vielleicht nur indirekt von der Hutschen Täuferbewegung beeinflusst worden. Bereits ab Herbst 1527 begann er, Gleichgesinnte um sich zu versammeln. Diese waren vor allem einfache Laien und ehemalige Kämpfer des Bauernkrieges, denen Römer als von „Gott gesandt“ das Ende der Welt in sieben Monaten vorhersagte, welches mit einem Erdbeben einhergehen würde und alle die vernichtet, die nicht an das Täufertum glaubten. Römers wichtigste Mitkämpfer waren der Kürschner Christoph Peisker, der Bauer Volker Fischer und ein Schuster namens Christoph aus Meißen.

### Erfurter Aufstand
Hans Römer plante mit Christoph Peisker, dem Schneider Niklas Hofmann und dem Pfarrer von Alperstedt für den 1. Januar 1528 einen groß angelegten Anschlag auf Erfurt. Der Zeitpunkt war vermutlich nicht zufällig gewählt, sondern entsprach der Lehre Hans Huts, dass zwischen Weihnachten 1527 und Pfingsten 1528 über die Sünder Strafgericht stattfinden sollte. An diesem Tag wollte er in die Stadt kommen und vor der Stiftskirche St. Mariae eine von ihm zuvor angekündigte Predigt halten. Zeitgleich sollte Niklas Hofmann mehrere Häuser anzünden und die Tore der Stadt öffnen. In dem nun entstehenden Chaos sollten seine vor der Stadt und in einigen Dörfern bereitstehenden bewaffneten Anhänger in Erfurt eindringen und die Obrigkeit und alle, die sich den Aufrührern widersetzten, töten. Ebenfalls sollten die Bürger Erfurts ermordet werden, die Römers Taufe ablehnten oder sich weigerten, ihr Hab und Gut zu teilen. Römer selbst wollte dann den Erfurter Klerus öffentlich der Brandstiftung bezichtigen, da dieser sich weigerte, das wahre Wort Gottes zu verkünden. Der Plan des Anschlags auf Erfurt war detailliert vorbereitet, scheiterte jedoch an einem Verrat. Etwa fünfzig Personen wurden verhaftet, siebzehn Mittäter wurden gefoltert und zwölf von ihnen hingerichtet, darunter auch Niklas Hofmann. Römer konnte mit einigen seiner engsten Mitkämpfer entkommen. Ziel des Anschlags auf Erfurt war es, mit der im Anschluss errichteten Herrschaft das alte „zerstörte Jerusalem“ neu zu errichten und die Wiederkunft Christi zum Jüngsten Gericht einzuleiten. Er erhoffte sich durch den Anschlag einen weltweiten Weck- und Bußruf. Das neue Jerusalem verortete Römer in der Stadt Erfurt.

### Steckbrief und Wiedertäufermandat
Im Dezember 1528 nahm Hans Römer an einem Täufertreffen in Magdeburg und später auch in Naumburg teil. Zwischenzeitlich wurde er bereits steckbrieflich gesucht. In der Personenbeschreibung dieser Steckbriefe wurde ein kraushaariger Mann mit einem grauen Rock gesucht, der eine runde Narbe über dem rechten Auge hat. 1529 wurde auf dem Reichstag zu Speyer das Wiedertäufermandat beschlossen. Mit diesem Mandat war es nun möglich, Täufer und insbesondere deren Anführer mit dem Tode zu bestrafen. Im Jahr 1531 verfasste Martin Luther zusammen mit Philipp Melanchthon auf Anforderung des sächsischen Kurfürsten ein Gutachten zur Anwendung der Todesstrafe bei Täufern.

### Flucht nach Basel und Einfluss der Schweizer Täufer
Römer flüchtete nun mit zwei Anhängern nach Basel und kam hier in Kontakt mit den Schweizer Täufern, die den Gebrauch von Waffen ablehnten. Ohne sich ihnen anzuschließen, vertrat er von nun an gewaltfreie Ideen.

### Letzte Lebensjahre und Tod, Nachfolge Römers
Er kehrte später mit seiner Frau nach Thüringen zurück und wohnte zunächst im Eichsfeld. Im August 1534 wurde Hans Römer in Göttingen gefangen genommen. Er widerrief sofort seine Lehren. Zweimal wurde er im September 1534 von Erfurter Ratsherren verhört, die seine Auslieferung und damit seine Hinrichtung erreichen wollten – jedoch ohne Erfolg. Der Göttinger Rat wandte sich hingegen an den Schöppenstuhl zu Leipzig und verlangte für Römer die Todesstrafe. Diese wurde allerdings zunächst vom Schöppenstuhl abgelehnt, da der von Römer geplante Aufstand in Erfurt nicht in die Tat umgesetzt worden war.
Vermutlich wurde Hans Römer am 18. Mai 1535 in Göttingen hingerichtet, nachdem der Leipziger Schöppenstuhl im März 1535 in zweiter Instanz ein weiteres Urteil gefällt hatte, dessen Begründungen aber nicht näher bekannt sind.

## Täuferrituale
Hans Römer vollzog die Taufe ähnlich wie Hans Hut, indem er mit seinem in Wasser getauchten Daumen ein Kreuz auf die Stirn des Täuflings strich und dazu eine Formel aussprach. Dies geschah unter Geheimhaltung. Dem Täufling wurde daraufhin zugesichert, vor dem in elf Monaten hereinbrechenden Endgericht verschont zu bleiben.
Die angestrebten Ideale waren christliche Liebe, Sündlosigkeit, Verzicht auf persönliches Eigentum, teilweise auch die Anerkennung der Obrigkeit. Katholische und lutherische Prediger sowie die von ihnen gereichten Sakramente sollten gemieden werden und im äußersten Fall sollte der Anhänger des Täufertums zum Martyrium bereit sein. Das vereinbarte Erkennungszeichen der Täufer war ein Handschlag verbunden mit dem Gruß „Lieber christlicher Bruder“.